# Barbara Mauceri
Barbara Mauceri (Siracusa, 28 novembre 1978) è un'ex pallamanista italiana.

## Carriera

### Giocatore

#### Club
Con la formazione della sua città l'EOS Siracusa, ha praticamente giocato in tutte le categorie conquistando anche diversi titoli a livello giovanile.  
Con le aretusee nella stagione 1999-2000 si laurea Campione d'Italia. 

## Palmarès
EOS Siracusa: 1996-1997
- Campionato italiano di pallamano femminile: 1

EOS Siracusa: 1999-2000